# WASP-12
WASP-12 (2MASS J06303279+2940202) es una estrella en la constelación de Auriga, visualmente situada a 55 minutos de arco de la variable RT Aurigae. Su magnitud aparente en banda B es +12,1.
En 2009 se anunció el descubrimiento de un planeta extrasolar, denominado WASP-12b, orbitando en torno a esta estrella.
WASP responde a las siglas inglesas de Wide Angle Search for Planets, un proyecto para la búsqueda automatizada de planetas extrasolares mediante la observación de tránsitos astronómicos.
WASP-12 es una estrella amarilla de tipo espectral F-tardío —aunque en la base de datos SIMBAD figura como de tipo G0— con una temperatura efectiva de 6300±200 K.
De mayor tamaño que el Sol —su diámetro es un 57 % más grande—, rota con una velocidad inferior a 2,2 km/s.
Tiene una metalicidad aproximadamente el doble de la del Soly una luminosidad 3,5 veces superior a la luminosidad solar.
Con una masa de 1,35 masas solares, puede tener una edad aproximada de 2000 millones de años.
WASP-12 se encuentra a 871 años luz del sistema solar.

## Sistema planetario
El planeta en órbita alrededor de WASP-12, denominado WASP-12b, está separado sólo 0,023 UA de la estrella. Con una masa mínima equivalente a 1,41 veces la masa de Júpiter, es un planeta del tipo «Júpiter caliente». Completa una vuelta en torno a la estrella en poco más de un día.
Su corto período, unido a que WASP-12 es una estrella caliente, hacen que su temperatura de equilibrio alcance los 2516 K.
Esto le convierte, en el momento de su descubrimiento, en el planeta conocido que recibe una mayor cantidad de radiación electromagnética.
| Nombre   | Nombre   | Semieje mayor        | Masa            | Radio          | Periodo orbital | Descubrimiento |
| -------- | -------- | -------------------- | --------------- | -------------- | --------------- | -------------- |
| WASP-12b | WASP-12b | > 0,0229 ± 0,0008 UA | > 1,41 ± 0,1 MJ | 1,79 ± 0,09 RJ | 1,091423 días   | 2008           |